# Ataque dos 3
Ataque dos 3, ou Ataque dos 3 metros, ou ainda Ataque do Fundo, é uma jogada ofensiva utilizada no voleibol.
Esta jogada acontece quando um ataque é realizado por um jogador que não se encontra na rede (ou nas posições de ataque), ou seja, por um jogador que não ocupa as posições 2, 3 ou 4. O atacante não pode pisar na linha de três metros ou na parte frontal da quadra antes de tocar a bola, embora seja permitido que ele aterrisse nesta área após o ataque.

## Origem
Na Olimpíada de 1976, o jogador polonês Tomaz utilizou esta jogada pela primeira vez em uma competição oficial. Sua seleção perdia para a União Soviética por 2 sets a 1, mas suas cortadas do fundo da quadra ajudaram a polônia a conseguir uma espetacular vitória de 3 sets a 2. A partir de então, todos as equipes passaram a utilizar esta jogada.

## Golden Formula
No Campeonato Mundial Masculino de Clubes de 2013, disputado em Doha, foi testada uma nova regra, chamada de Golden Formula, que diz que o primeiro ataque de cada time deve ser feito atrás da linha dos 3 metros. Depois disso, o jogo fica liberado. O objetivo da regra é fazer a bola ficar mais tempo no ar e que os jogos tenham ralis.